# Maxim Ópalev
Maxim Alexándrovich Ópalev –en ruso, Максим Александрович Опалев– (Volgogrado, URSS, 4 de abril de 1979) es un deportista ruso que compitió en piragüismo en la modalidad de aguas tranquilas. 
Fue campeón olímpico en Pekín 2008, medalla de plata en Sídney 2000 y medalla de bronce en Atenas 2004, las tres medallas conseguidas en la prueba de C1 500 m. Ganó 20 medallas en el Campeonato Mundial de Piragüismo entre los años 1997 y 2007, y 23 medallas en el Campeonato Europeo de Piragüismo entre los años 1999 y 2010.

## Palmarés internacional
| Juegos Olímpicos   | Juegos Olímpicos             | Juegos Olímpicos  | Juegos Olímpicos |
| Año                | Lugar                        | Medalla           | Competición      |
| ------------------ | ---------------------------- | ----------------- | ---------------- |
| 2000               | Sídney (Australia)           | Medalla de plata  | C1 500 m         |
| 2004               | Atenas (Grecia)              | Medalla de bronce | C1 500 m         |
| 2008               | Pekín (China)                | Medalla de oro    | C1 500 m         |
| Campeonato Mundial |                              |                   |                  |
| Año                | Lugar                        | Medalla           | Competición      |
| 1997               | Dartmouth (Canadá)           | Medalla de plata  | C4 1000 m        |
| 1998               | Szeged (Hungría)             | Medalla de oro    | C1 500 m         |
| 1999               | Milán (Italia)               | Medalla de oro    | C1 200 m         |
| 1999               | Milán (Italia)               | Medalla de oro    | C1 500 m         |
| 1999               | Milán (Italia)               | Medalla de oro    | C1 1000 m        |
| 2001               | Poznań (Polonia)             | Medalla de oro    | C1 500 m         |
| 2001               | Poznań (Polonia)             | Medalla de plata  | C1 200 m         |
| 2001               | Poznań (Polonia)             | Medalla de bronce | C4 200 m         |
| 2002               | Sevilla (España)             | Medalla de oro    | C1 200 m         |
| 2002               | Sevilla (España)             | Medalla de oro    | C1 500 m         |
| 2002               | Sevilla (España)             | Medalla de oro    | C4 200 m         |
| 2002               | Sevilla (España)             | Medalla de plata  | C1 1000 m        |
| 2003               | Gainesville (Estados Unidos) | Medalla de oro    | C1 200 m         |
| 2003               | Gainesville (Estados Unidos) | DSC               | C4 200 m         |
| 2003               | Gainesville (Estados Unidos) | DSC               | C4 500 m         |
| 2003               | Gainesville (Estados Unidos) | Medalla de plata  | C1 500 m         |
| 2003               | Gainesville (Estados Unidos) | Medalla de bronce | C1 1000 m        |
| 2005               | Zagreb (Croacia)             | Medalla de oro    | C4 200 m         |
| 2005               | Zagreb (Croacia)             | Medalla de plata  | C1 200 m         |
| 2005               | Zagreb (Croacia)             | Medalla de bronce | C1 500 m         |
| 2006               | Szeged (Hungría)             | Medalla de oro    | C1 500 m         |
| 2007               | Duisburgo (Alemania)         | Medalla de plata  | C1 200 m         |
| Campeonato Europeo |                              |                   |                  |
| Año                | Lugar                        | Medalla           | Competición      |
| 1999               | Zagreb (Croacia)             | Medalla de oro    | C1 200 m         |
| 1999               | Zagreb (Croacia)             | Medalla de oro    | C1 500 m         |
| 1999               | Zagreb (Croacia)             | Medalla de oro    | C1 1000 m        |
| 2000               | Poznań (Polonia)             | Medalla de oro    | C1 500 m         |
| 2000               | Poznań (Polonia)             | Medalla de bronce | C1 1000 m        |
| 2001               | Milán (Italia)               | Medalla de plata  | C1 200 m         |
| 2001               | Milán (Italia)               | Medalla de bronce | C1 500 m         |
| 2002               | Szeged (Hungría)             | Medalla de oro    | C1 200 m         |
| 2002               | Szeged (Hungría)             | Medalla de oro    | C1 500 m         |
| 2002               | Szeged (Hungría)             | Medalla de oro    | C4 200 m         |
| 2002               | Szeged (Hungría)             | Medalla de plata  | C1 1000 m        |
| 2004               | Poznań (Polonia)             | Medalla de oro    | C1 200 m         |
| 2004               | Poznań (Polonia)             | Medalla de oro    | C1 500 m         |
| 2005               | Poznań (Polonia)             | Medalla de oro    | C1 200 m         |
| 2005               | Poznań (Polonia)             | Medalla de oro    | C1 500 m         |
| 2005               | Poznań (Polonia)             | Medalla de plata  | C1 1000 m        |
| 2005               | Poznań (Polonia)             | Medalla de plata  | C4 200 m         |
| 2006               | Račice (República Checa)     | Medalla de oro    | C1 200 m         |
| 2006               | Račice (República Checa)     | Medalla de oro    | C1 500 m         |
| 2006               | Račice (República Checa)     | Medalla de bronce | C1 1000 m        |
| 2007               | Pontevedra (España)          | Medalla de plata  | C1 200 m         |
| 2007               | Pontevedra (España)          | Medalla de plata  | C1 1000 m        |
| 2010               | Corvera (España)             | Medalla de oro    | C4 1000 m        |

1. 1 2  El piragüista Serguei Uleguin de Rusia ganó dos medallas de oro (C4 200 m y C4 500 m) y una de plata (C2 500 m) en el Mundial de 2003, que le fueron retiradas después de que diera positivo en un control antidopaje. A sus compañeros en el C2 500 m (Alexandr Kostoglod), C4 200 m (Kostoglod, Roman Krugliakov y Maxim Opalev) y C4 500 m (Kostoglod, Krugliakov y Opalev) también les fueron retiradas sus respectivas medallas.